# Meridiano 159 oeste
El meridiano 159 oeste de Greenwich es una línea de longitud que se extiende desde el Polo Norte atravesando el océano Ártico, América del Norte, el océano Pacífico, el océano Antártico y la Antártida hasta el Polo Sur.
El meridiano 159 oeste forma un gran círculo con el meridiano 21 este.
Comenzando en el Polo Norte y dirigiéndose hacia el Polo Sur, el meridiano 159 oeste pasa a través de:
| Coordenadas                         | País, territorio o mar | Notas |
| ----------------------------------- | ---------------------- | --- |
| 90°0′N 159°0′O / 90.000, -159.000   | Océano Ártico          | |
| 71°31′N 159°0′O / 71.517, -159.000  | Mar de Chukotka        | |
| 70°53′N 159°0′O / 70.883, -159.000  | Estados Unidos         | Alaska - Point Franklin |
| 70°52′N 159°0′O / 70.867, -159.000  | Mar de Chukotka        | Peard Bay |
| 70°48′N 159°0′O / 70.800, -159.000  | Estados Unidos         | Alaska |
| 58°25′N 159°0′O / 58.417, -159.000  | Mar de Bering          | Bahía de Bristol |
| 56°50′N 159°0′O / 56.833, -159.000  | Estados Unidos         | Alaska - Península de Alaska |
| 55°53′N 159°0′O / 55.883, -159.000  | Océano Pacífico        | Pasa entre las islas Chiachi y Mitrofania, Alaska, Estados Unidos Pasa justo al este de la Islas Shumagin, Alaska, Estados Unidos Pasa justo al este de la isla Kauai, Hawái, Estados Unidos Pasa justo al oeste del atolón Manuae, Islas Cook |
| 60°0′S 159°0′O / -60.000, -159.000  | Océano Antártico       | |
| 77°54′S 159°0′O / -77.900, -159.000 | Antártida              | Dependencia Ross, reclamada por Nueva Zelanda |